# Sumber (Dukun)
Sumber is een bestuurslaag in het regentschap Magelang van de provincie Midden-Java, Indonesië. Sumber telt 3464 inwoners (volkstelling 2010).